# Rafflesia
Rafflesia är ett släkte inom familjen Rafflesiaceae, med cirka 15 arter som växer i på Sumatra och Borneo samt Malaysia. Blommans doft påminner om ruttet kött och har som funktion att locka till sig insekter som därigenom befruktar dem. Växten saknar blad och det enda man ser av plantan är den stora blomman. De parasiterar på liansläktet Tetrastigma (Vitaceae). Rafflesia blommar några veckor per år, i januari och februari.
Rafflesia fick sitt namn efter Singapores grundare, sir Stamford Raffles. Botanikern som gjorde honom sällskap på resan då blomsläktet upptäcktes hette Joseph Arnold. Denne utnämnde i sina memoarer denna växt till den växt som har världens största blommor. Blomman kan bli upp till 100 centimeter bred och väga upp till 10 kilogram.

## Arter
- Rafflesia arnoldii
- Rafflesia cantleyi
- Rafflesia gadutensis
- Rafflesia hasseltii
- Rafflesia keithii
- Rafflesia kerrii
- Rafflesia manillana
- Rafflesia micropylora
- Rafflesia patma
- Rafflesia pricei
- Rafflesia rochussenii
- Rafflesia schadenbergiana
- Rafflesia speciosa
- Rafflesia tengku-adlinii
- Rafflesia tuan-mudae